# 栃尾城の戦い

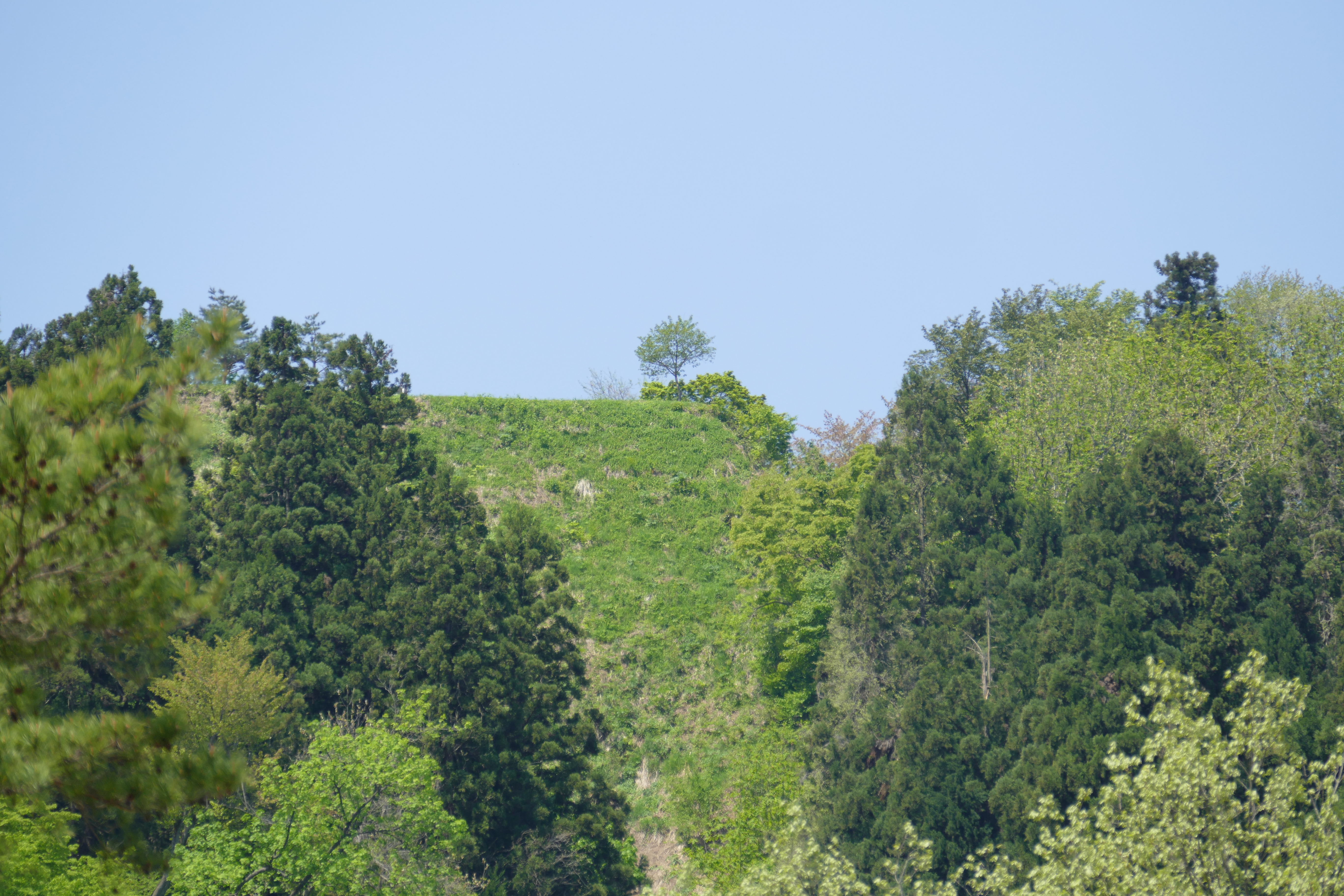
秋葉公園から眺めた栃尾城本丸跡

栃尾城跡のふもとにある秋葉公園に建つ上杉謙信像

栃尾城の戦い（とちおじょうのたたかい）とは、天文13年（1544年）、越後の戦国大名・上杉謙信（当時の名は長尾景虎）が、当時の越後守護代で実兄の長尾晴景の要請により、栃尾城に攻め寄せてきた越後国人衆を破った戦い（『上杉家文書』）。
天文13年（1544年）春、晴景を侮って越後の豪族が謀反を起こした。古志郡司であった15歳の景虎は栃尾城に入っていたが、これを若輩と軽んじた近辺の豪族は、栃尾城に攻めよせた。しかし景虎は少数の城兵を二手に分け、一隊に傘松に陣を張る敵本陣の背後を急襲させた。混乱する敵軍に対し、さらに城内から本隊を突撃させることで壊滅させることに成功。並外れた指揮官としての才能を見せた謙信は、謀反を鎮圧することで初陣を飾った。
謙信は、その後も連戦連勝して国内の反乱を鎮圧。さらに晴景に代わって長尾家を継ぎ、越後を統一する。
伝承として、この時景虎に敵対したのは三条の長尾平六郎と黒滝城主の黒田秀忠であったとも伝わる。これは、天文14年（1545年）黒田秀忠が春日山城に攻め込んだのは、降伏して再び謀反を起こした時であったという流れに基づいているかと思われる。しかし、この時期の様々な伝承をそのまま信用すると時系列にかける。例えば、黒田秀忠が春日山城に攻め込んだ際、春日山に居た長尾虎千代（後の上杉謙信）は軒下に逃げ込み難を逃れたと云々。越後が混乱の時期に中越を抑えるため栃尾へ派遣された景虎が、この時期に栃尾城を離れたとは考え難い。そもそも信用できる史料が発見されていないため、どの伝承も信憑性にかける。更に近年では新史料の発見に伴う研究の進展の結果、景虎の栃尾城入りが母の虎御前が実家の古志長尾家に帰ったのに従っただけとする説、あるいは古志長尾家が景虎を当主に迎えたとする説が浮上し、更に黒田秀忠の謀叛についても天文17年（1548年）の出来事、つまり晴景と景虎の家督争いに関連した戦いとする説が出されているのが実情である。